# Energija u Južnoj Europi
Južnu Europu kao bazen Sredozemnog mora čini šesnaest država: Albanija, Andora, Bosna i Hercegovina, Crna Gora, Grčka, Hrvatska, Italija, Malta, Monako, Portugal, San Marino, Sjeverna Makedonija, Slovenija, Srbija, Španjolska i Vatikan. Regija ima koristi od bogate mješavine energetskih resursa, uključujuću solarnu energiju, energiju vjetra, hidroelektričnu energiju i fosilna goriva. Sredozemna klima koja prevladava u mnogim zemljama Južne Europe čini regiju posebno pogodnom za obnovljive izvore energije, pretežito solarne energije i vjetroelektrane.

### Geografski položaj
Geografski položaj južne Europe izuzetno je povoljan što najbolje pokazuje društveno-povijesni razvoj južne Europe (grčka i rimska civilizacija nastale su i razvile se upravo ovdje). Obale južne Europe obuhvaća Sredozemno more koje ga povezuje s ostalim svjetskim morima i oceanima (preko Gibraltarskih vrata i Sueskog kanala), ali i s dva susjedna kontinenta Afrikom i Azijom (Bliski Istok). Do velikih geografskih otkrića Sredozemlje (koje uključuje južnu Europu, afričku i azijsku obalu Sredozemnog mora) je bilo središte europske trgovine. 
Područje regije prilično je jasno podijeljeno na tri velike podregije u obliku poluotoka - Ibersku, Apeninsku, Balkansku. U južnoj Europi postoje i otoci u sjevernom dijelu Sredozemnog mora - Kreta, Sicilija, Sardinija, Balearski otoci itd.

### Reljef
Južna Europa je među europskim makroregijama najzastupljenija planinama, koje zauzimaju više od tri četvrtine njezina teritorija. Najviše planine se uglavnom nalaze na sjeveru regije, na granici sa zapadnom i srednjo-istočnom Europom. Tako Pireneji odvajaju Španjolsku od Francuske, visoke Alpe prirodna su granica između Italije, Francuske, Švicarske i Austrije, a Južni Karpati svojim sjevernim padinama ograđuju južnu regiju od srednje i istočne Europe.
Zaleđe južne Europe zauzimaju planinski lanci srednje visine - Iberske planine, Apeninski planinski sustav, Balkanske planine i visoravni, kao i ravnice.
Planinski sustav južne Europe nalazi se u zoni alpskog nabora. O relativnoj mladosti ovih građevina svjedoče geološki procesi koji traju do danas. To podsjeća na česte i jake potrese, kao i na vulkansku aktivnost.
Planinski lanci prekriveni mezozojskim vapnencem često su izloženi, tvoreći bizarne oblike reljefa u obliku strmih vrhova, nazubljenih grebena i tako dalje. Ovdje su česte pojave krša. Tamo gdje sedimentne stijene (fliš) strše na površinu, nastaju mekani oblici planina, uglavnom s bogatom vegetacijom.

### Klima
Jedno od glavnih prirodnih bogatstava juga Europe je blaga klima, vrlo povoljna za život ljudi. Ovdje je tipično mediteransko (u većini regije) - suha vruća ljeta, blage kišne zime, rano proljeće i duge tople jeseni. Vegetacija u regiji traje 200-220 dana. A na jugu Pirenejskog poluotoka i na Siciliji - još duže. Ovdje temperaturni režim pridonosi vegetaciji biljaka tijekom cijele godine.
Sušnost klime je najizraženija ljeti - u unutarnjim subregijama, posebice u srednjoj i istočnoj Španjolskoj, čak i u umjerenom klimatskom pojasu srednjeg i donjodunavskog nizina, na istoku makroregije.
Zimi prevladavaju morske zračne mase umjerenih širina. Oni donose tople obilne kiše s Atlantika.
Općenito, padalina je malo. Razina vlaženja površine makroregije ima tendenciju pada u istočnom i južnom smjeru. To potvrđuje rast kontinentalne klime.

### Statistički podaci
Zemlje s najviše stanovnika u Južnoj Europi su: Grčka, Italija, Portugal i Španjolska. 
| Makroekonomski podaci | Makroekonomski podaci | Makroekonomski podaci | Makroekonomski podaci          | Makroekonomski podaci             | Makroekonomski podaci           |
| Zemlja                | Broj stanovnika       | Površina [km2]        | Stopa inflacije u 2022. godini | Stopa zaposlenosti u 2022. godini | BDP (u milijardama USD) u 2021. |
| --------------------- | --------------------- | --------------------- | ------------------------------ | --------------------------------- | ------------------------------- |
| Albanija              | 2 812 000             | 28 748                | 6,70%                          | 57,08%                            | 18,26                           |
| Bosna i Hercegovina   | 3 271 000             | 51 209                | 14%                            | 40%                               | 23,37                           |
| Crna Gora             | 619 211               | 13 812                | 13,04%                         | 50,40%                            | 5,861                           |
| Grčka                 | 10 816 286            | 131 957               | 9,65%                          | 91,40%                            | 214,9                           |
| Hrvatska              | 3 899 000             | 56 594                | 12,70%                         | 44,35%                            | 68,96                           |
| Italija               | 60 589 445            | 302 073               | 8,10%                          | 60,10%                            | 2108                            |
| Malta                 | 520 700               | 316                   | 6,12%                          | 78,70%                            | 17,36                           |
| Portugal              | 10 555 853            | 92 152                | 7,83%                          | 57,40%                            | 253,7                           |
| Sjeverna Makedonija   | 2 065 000             | 25 713                | 14,20%                         | 47,34%                            | 13,83                           |
| Slovenija             | 2 108 000             | 20 273                | 8,83%                          | 73,90%                            | 61,75                           |
| Srbija                | 6 834 000             | 88 499                | 12%                            | 58,20%                            | 63,08                           |
| Španjolska            | 46 572 028            | 506 030               | 8,32%                          | 52,38%                            | 1427                            |

## Proizvodnja primarne energije
Primarna energija predstavlja vitalni izvor energije dobiven iz prirodnih resursa bez pretvorbe ili procesa transformacije. Oblici primarne energije su obnovljivi (tradicionalni, komercijalni ili konvencionalni, novi ili alternativni) i neobnovljivi (komercijalni ili konvencionalni).  
| Proizvodnja primarne energije po vrsti energenata 2020. godine [TJ] | Proizvodnja primarne energije po vrsti energenata 2020. godine [TJ] | Proizvodnja primarne energije po vrsti energenata 2020. godine [TJ] | Proizvodnja primarne energije po vrsti energenata 2020. godine [TJ] | Proizvodnja primarne energije po vrsti energenata 2020. godine [TJ] | Proizvodnja primarne energije po vrsti energenata 2020. godine [TJ] | Proizvodnja primarne energije po vrsti energenata 2020. godine [TJ] | Proizvodnja primarne energije po vrsti energenata 2020. godine [TJ] | Proizvodnja primarne energije po vrsti energenata 2020. godine [TJ] |
| ------------------------------------------------------------------- | ------------------------------------------------------------------- | ------------------------------------------------------------------- | ------------------------------------------------------------------- | ------------------------------------------------------------------- | ------------------------------------------------------------------- | ------------------------------------------------------------------- | ------------------------------------------------------------------- | ------------------------------------------------------------------- |
|                                                                     | Ugljen                                                              | Sirova nafta                                                        | Naftni derivati                                                     | Prirodni plin                                                       | Nuklearna energija                                                  | Hidroenergija                                                       | Vjetar, solari                                                      | Biomasa                                                             |
| Albanija                                                            | 2 906                                                               | 31 743                                                              | -                                                                   | 1 725                                                               | -                                                                   | 19 011                                                              | 680                                                                 | 6490                                                                |
| Bosna i Hercegovina                                                 | 139 367                                                             | -                                                                   | -                                                                   | -                                                                   | -                                                                   | 16 488                                                              | 1 105                                                               | 62 312                                                              |
| Crna Gora                                                           | 16 756                                                              | -                                                                   | -                                                                   | -                                                                   | -                                                                   | 5 212                                                               | 1 152                                                               | 7 266                                                               |
| Grčka                                                               | 68 258                                                              | 3 738                                                               | -                                                                   | 280                                                                 | -                                                                   | 12 037                                                              | 62 032                                                              | 44 364                                                              |
| Hrvatska                                                            | -                                                                   | 27 697                                                              | -                                                                   | 29 519                                                              | -                                                                   | 20 384                                                              | 9 673                                                               | 68 379                                                              |
| Italija                                                             | -                                                                   | 245 055                                                             | -                                                                   | 137 630                                                             | -                                                                   | 171 186                                                             | 390 925                                                             | 528 720                                                             |
| Malta                                                               | -                                                                   | -                                                                   | -                                                                   | -                                                                   | -                                                                   | -                                                                   | 1 067                                                               | 56                                                                  |
| Portugal                                                            | -                                                                   | -                                                                   | -                                                                   | -                                                                   | -                                                                   | 43 497                                                              | 63 006                                                              | 147 916                                                             |
| Sjeverna Makedonija                                                 | 28 649                                                              | -                                                                   | -                                                                   | -                                                                   | -                                                                   | 4 598                                                               | 704                                                                 | 7 776                                                               |
| Slovenija                                                           | 36 231                                                              | 17                                                                  | -                                                                   | 192                                                                 | 69 303                                                              | 17 763                                                              | 2 256                                                               | 25 672                                                              |
| Srbija                                                              | 301 673                                                             | 38 657                                                              | 13 620                                                              | -                                                                   | -                                                                   | 32 524                                                              | 3 772                                                               | 69 110                                                              |
| Španjolska                                                          | -                                                                   | 1 184                                                               | -                                                                   | 1 746                                                               | 635 989                                                             | 109 825                                                             | 355 529                                                             | 339 296                                                             |

Države Južne Europe promatrane geografski imaju odlične predispozicije za dekarbonizaciju i iz tablice je vidljivo da sve države teže iskorištavanju takvog položaja. Udio neobnovljivih energenata i dalje je značajan, ali ovisi o potrebama pojedinih država koje se razlikuju prvenstveno brojem stanovništva te površinom, što samim time predstavlja određen izazov u raspodjeli korištenja energije i održavanja energetskog sustava stabilnim.
Nakon dugog razdoblja nacionalnih karantena i restriktivnih mjera uvedenih kako bi se suzbilo širenje COVID-19 2020. godine, mnoge države članice EU-a doživjele su oporavak gospodarske aktivnosti 2021. godine, koja se dodatno ubrzala 2022. Kako su se tvrtke ponovno otvarale, a ljudi počeli ponovno putovati, potražnja za energijom je porasla. U tom kontekstu i iz različitih razloga, cijene prirodnog plina skočile su u nebo u drugoj polovici 2021., dok su 2022. obilježili poremećaji u opskrbi plinom i zabrinutost zbog potencijalnih nestašica plina. Osim toga, ljeto 2022. bilo je iznimno vruće i suho u mnogim državama članicama EU-a, što je utjecalo na proizvodnju nuklearne i hidro energije. Svi ovi čimbenici, između ostalog, utjecali su na opskrbu energijom i razvoj pojedinih energenata.

### Obnovljivi izvori energije
Obnovljivi izvori energije su oni čiji se potencijal obnavlja u kratkom vremenu, razmjernom vremenu korištenja. Pod njih podrazumijevamo drvo, biomasu, biogorivo, hidroenergiju, energiju vjetra, sunčevu energiju, geotermalnu energiju i nuklearnu energiju.
Danas je glavno ograničenje ovih obnovljivih primarnih izvora energije to što dostupnost nije stalna, stoga je potrebno imati rezervne proizvodne sustave. U Španjolskoj imamo vrlo povoljne vremenske uvjete za proizvodnju PV solarnih panela, hidro i vjetro energije. Cilj je EU-a da do 2030. udio obnovljivih izvora energije dosegne 74% u proizvodnji električne energije i 42% u konačnoj potrošnji električne energije.
Potencijale geotermalne energije najviše iskorištava Italija – prva geotermalna elektrana u svijetu i trenutno najveća geotermalna elektrana u Europi nalazi se u Larderellu u Italiji. Ima ukupnu instaliranu snagu od 405 MW i zadovoljava 10% ukupne svjetske proizvodnje iz geotermalne energije s 4800 GWh godišnje. Električnom energiju iz tog postrojenja napaja se oko milijun domaćinstava godišnje.

### Neobnovljivi izvori energije
Neobnovljivi izvori energije su izvori energije koji se ne mogu regenerirati niti ponovno proizvesti. Ovi primarni izvori energije prisutni su u prirodi u ograničenim količinama. To su: fosilna goriva (nafta, plin, ugljen, treset) i nuklearna energija. Znamo da u Španjolskoj radi 7 nuklearnih elektrana: Almaraz, Ascó, Cofrentes, Santa María de Garoña, Trillo, Vandellós.
Hrvatska je zajedno sa Slovenijom u suvlasništvu Nuklearne elektrane Krško koja se nalazi na teritoriju Slovenije. Svaka država ima udio od 50% u suvlasništvu i pravo na jednako toliko proizvedene električne energije. Snaga elektrane iznosi 696 MW, što se šalje do središta potrošnje u Hrvatskoj i Sloveniji. Godišnja proizvedena količina električne energije pokriva oko 20% potreba za električnom energijom u Sloveniji i 16% potreba u Hrvatskoj.

## Uvoz i izvoz energije
Južna Europa suočava se s različitim izazovima u proizvodnji energije, što rezultira potrebom za uvozom energije. Neki od faktora koji utječu na uvoz su: ovisnost o fosilnim gorivima, nedovoljno razvijeni obnovljivi izvori energije, slaba povezanost te politika i tržište. Uvoz energije igra važnu ulogu u osiguravanju kontinuirane opskrbe energijom i podržavanju gospodarstva regije.
| UVOZ energenata prema podacima IEA-a za 2021. godinu [TJ] | UVOZ energenata prema podacima IEA-a za 2021. godinu [TJ] | UVOZ energenata prema podacima IEA-a za 2021. godinu [TJ] | UVOZ energenata prema podacima IEA-a za 2021. godinu [TJ] | UVOZ energenata prema podacima IEA-a za 2021. godinu [TJ] | UVOZ energenata prema podacima IEA-a za 2021. godinu [TJ] |
| --------------------------------------------------------- | --------------------------------------------------------- | --------------------------------------------------------- | --------------------------------------------------------- | --------------------------------------------------------- | --------------------------------------------------------- |
|                                                           | Ugljen                                                    | Sirova nafta                                              | Struja                                                    | Prirodni plin                                             | Naftni derivati                                           |
| Albanija                                                  | 3 402                                                     | -                                                         | 11 659                                                    | -                                                         | 46 209                                                    |
| Bosna i Hercegovina                                       | 37 967                                                    | 29 086                                                    | 11 758                                                    | 7 977                                                     | 63 156                                                    |
| Crna Gora                                                 | 57                                                        | -                                                         | 21 396                                                    | -                                                         | 13 427                                                    |
| Grčka                                                     | 6 842                                                     | 955 568                                                   | 27 292                                                    | 252 594                                                   | 194 141                                                   |
| Hrvatska                                                  | 16 026                                                    | 81 383                                                    | 37 786                                                    | 82 818                                                    | 80 403                                                    |
| Italija                                                   | 232 586                                                   | 2 387 425                                                 | 167 630                                                   | 27 811 300                                                | 510 380                                                   |
| Malta                                                     | 955                                                       | -                                                         | 15 110                                                    | 14 237                                                    | 116 223                                                   |
| Portugal                                                  | 457                                                       | 384 164                                                   | 34 358                                                    | 230 632                                                   | 148 614                                                   |
| Sjeverna Makedonija                                       | 3 380                                                     | -                                                         | 10 675                                                    | 12 967                                                    | 48 127                                                    |
| Slovenija                                                 | 4 591                                                     | -                                                         | 30 194                                                    | 35 859                                                    | 156 559                                                   |
| Srbija                                                    | 22 130                                                    | 106 726                                                   | 18 250                                                    | 73 709                                                    | 28 639                                                    |
| Španjolska                                                | 155 026                                                   | 23 508 000                                                | 62 706                                                    | 1 496 250                                                 | 647 406                                                   |

Kako je proteklih godina potrošnja energije na jugu Europe smanjena zbog recesije, dio zemalja postao je još osjetljiviji prema uvozu energije. U takvoj situaciji značajni su svi domaći izvori, od preostalih izvora ugljikovodika do razvoja obnovljivih izvora energije. Pojedine zemlje južne Europe, poput Bosne i Hercegovine, Srbije, Rumunjske i Bugarske, posebno su osjetljive prema uvozu plina, iako povremeno izvoze električnu energiju. Uz to, zemlje izložene dugoj recesiji, poput Hrvatske, ili financijskoj krizi, poput Grčke, bit će u posebno osjetljivom položaju.
Španjolska više ovisi o tradicionalnim ugljikovodicima (nafti i plinu) od većine svojih europskih i transatlantskih partnera. Također pati od velike ovisnosti o uvozu energije, koncentriranom uglavnom u nedemokratskim ili nestabilnim zemljama ili zemljama koje imaju nestabilnu energetsku politiku. Stoga bi nacionalni prioritet trebao biti razvoj energetske politike usmjerene na smanjenje ovisnosti o ugljikovodicima i povećanje energetske učinkovitosti.
| IZVOZ energenata prema podacima IEA-a za 2021. godinu [TJ] | IZVOZ energenata prema podacima IEA-a za 2021. godinu [TJ] | IZVOZ energenata prema podacima IEA-a za 2021. godinu [TJ] | IZVOZ energenata prema podacima IEA-a za 2021. godinu [TJ] | IZVOZ energenata prema podacima IEA-a za 2021. godinu [TJ] | IZVOZ energenata prema podacima IEA-a za 2021. godinu [TJ] |
| ---------------------------------------------------------- | ---------------------------------------------------------- | ---------------------------------------------------------- | ---------------------------------------------------------- | ---------------------------------------------------------- | ---------------------------------------------------------- |
|                                                            | Ugljen                                                     | Sirova nafta                                               | Struja                                                     | Prirodni plin                                              | Naftni derivati                                            |
| Albanija                                                   | -                                                          | - 26 131                                                   | - 3 467                                                    | -                                                          | - 4 331                                                    |
| Bosna i Hercegovina                                        | -12 085                                                    | -                                                          | -26 341                                                    | -                                                          | -450                                                       |
| Crna Gora                                                  | -810                                                       | -                                                          | -21 110                                                    | -                                                          | -394                                                       |
| Grčka                                                      | -7                                                         | -3 561                                                     | -14 302                                                    | -                                                          | -872 438                                                   |
| Hrvatska                                                   | -                                                          | -23 253                                                    | -21 066                                                    | -2 028                                                     | -74 245                                                    |
| Italija                                                    | -75 660                                                    | -7 280                                                     | -13 756                                                    | -58 807                                                    | -1 067 150                                                 |
| Malta                                                      | -                                                          | -                                                          | -15                                                        | -                                                          | -8 163                                                     |
| Portugal                                                   | -7                                                         | -                                                          | -17 248                                                    | -                                                          | -207 636                                                   |
| Sjeverna Makedonija                                        | -13                                                        | -                                                          | -2 299                                                     | -                                                          | -4 328                                                     |
| Slovenija                                                  | -                                                          | -7                                                         | -                                                          | -                                                          | -67 175                                                    |
| Srbija                                                     | -590                                                       | -                                                          | -20 429                                                    | -                                                          | -37 141                                                    |
| Španjolska                                                 | -18 030                                                    | -                                                          | -59 484                                                    | -122 261                                                   | -812 098                                                   |

Promatrajući gospodarstvo zemalja Južne Europe vrlo je lako uočiti da je uvoz energenata znatno dominantniji u odnosu na izvoz, neovisno o porijeklu izvora. U ovakvom obrascu, koji je relativno nepovoljan, postoji prostor za otkrivanje novih kapaciteta i razvoja istih u svrhu smanjenja uvoza te maksimalnog iskorištavanja vlastitih resursa

## Ukupna opskrba energije
Ukupna opskrba energijom svih proizvoda (goriva) jedan je od ključnih agregata u energetskim bilancama i predstavlja količinu energije potrebnu za zadovoljenje domaćih energetskih potreba. Njegovo tumačenje za pojedine proizvode (goriva) je različito i treba uzeti u obzir druge dijelove energetskih bilanci. Za sekundarne proizvode, koji se proizvode kao rezultat transformacije u srednjem bloku energetske bilance, ukupna opskrba energijom može biti negativna jer se odražava samo na trgovinu i promjene zaliha.
Opskrba zemalja južne Europe energijom, osobito plinom, u značajnoj mjeri ovisi o transportnim pravcima preko Ukrajine. Zemlje jugoistočne Europe našle su se u posebno osjetljivom položaju 2009. godine, kada je došlo i do potpunog prekida opskrbe europskih zemalja plinom preko Ukrajine. Energetsko-geopolitičke posljedice sadašnje krize u Ukrajini mogu destabilizirati opskrbu zemalja na jugu Europe energijom. Uz to, destabilizacija zemalja Bliskog istoka, ako one i nisu nositeljice opskrbe energijom, mogla bi imati posrednih posljedica i na energetiku južne i istočne Europe.
Na slikama su prikazani ukupni potencijali sunčeve energije u Europi i mrežni paritet. Vidljivo je da su u području Južne Europe potencijali sunčeve energije veliki i imaju veliku mogućnost za iskorištavanje.
| Ukupna opskrba energije prema podacima IEA-a za 2021. [TJ] | Ukupna opskrba energije prema podacima IEA-a za 2021. [TJ] | Ukupna opskrba energije prema podacima IEA-a za 2021. [TJ] | Ukupna opskrba energije prema podacima IEA-a za 2021. [TJ] | Ukupna opskrba energije prema podacima IEA-a za 2021. [TJ] | Ukupna opskrba energije prema podacima IEA-a za 2021. [TJ] | Ukupna opskrba energije prema podacima IEA-a za 2021. [TJ] | Ukupna opskrba energije prema podacima IEA-a za 2021. [TJ] |
| ---------------------------------------------------------- | ---------------------------------------------------------- | ---------------------------------------------------------- | ---------------------------------------------------------- | ---------------------------------------------------------- | ---------------------------------------------------------- | ---------------------------------------------------------- | ---------------------------------------------------------- |
|                                                            | Ugljen                                                     | Prirodni plin                                              | Hidroenergija                                              | Biogoriva i otpad                                          | Nafta                                                      | Obnovljivi izvori (vjetar i solar)                         | Nuklearna energija                                         |
| Albanija                                                   | 6 308                                                      | 1 725                                                      | 19 011                                                     | 10 985                                                     | 43 631                                                     | -                                                          | -                                                          |
| Bosna i Hercegovina                                        | 167 877                                                    | 7 179                                                      | 16 488                                                     | 54 900                                                     | 64 407                                                     | -                                                          | -                                                          |
| Crna Gora                                                  | 16 033                                                     | -                                                          | 5 212                                                      | 6 207                                                      | 13 766                                                     | 1 152                                                      | -                                                          |
| Grčka                                                      | 70 239                                                     | 228 124                                                    | 21 273                                                     | 49 738                                                     | 392 611                                                    | 69 146                                                     | -                                                          |
| Hrvatska                                                   | 17 389                                                     | 101 706                                                    | 25 659                                                     | 69 983                                                     | 119 556                                                    | 10 766                                                     | -                                                          |
| Italija                                                    | 232 000                                                    | 2 613 838                                                  | 161 060                                                    | 628 946                                                    | 1 949 985                                                  | 394 270                                                    | -                                                          |
| Malta                                                      | -                                                          | 13 324                                                     | -                                                          | 724                                                        | 12 248                                                     | 1 067                                                      | -                                                          |
| Portugal                                                   | 8 199                                                      | 207 476                                                    | 42 647                                                     | 142 899                                                    | 345 261                                                    | 66 970                                                     | -                                                          |
| Sjeverna Makedonija                                        | 31 614                                                     | 11 671                                                     | 4 598                                                      | 9 927                                                      | 41 383                                                     | 704                                                        | -                                                          |
| Slovenija                                                  | 39 367                                                     | 32 455                                                     | 16 963                                                     | 30 043                                                     | 86 879                                                     | -                                                          | 62 247                                                     |
| Srbija                                                     | 329 756                                                    | 83 295                                                     | 32 524                                                     | 68 490                                                     | 146 387                                                    | -                                                          | -                                                          |
| Španjolska                                                 | 130 258                                                    | 1 231 621                                                  | 106 654                                                    | 318 242                                                    | 2 008 440                                                  | 401 148                                                    | 617 062                                                    |

Iz priloženih tablica moguće je iščitati kako navedene države prate trenutna događanja na svjetskoj razini po pitanju klimatskih promjena stavljajući u fokus opskrbu koja uključuje obnovljive izvore energije. Udio ustaljenih neobnovljivih izvora energije u blagom je padu kroz posljednjih nekoliko godina, što je dobro jer je takvu redukciju vrlo teško provesti u kratkom periodu vremena.
Portugal je ostvario izniman uspjeh prije mjesec dana, jer je uspio održavati potpunu funkcionalnost svojih energetskih sustava tijekom čak 6 uzastopnih dana isključivo putem obnovljivih izvora energije. Ova dostignuća svjedoče o posvećenosti zemlje održivom razvoju i važnosti korištenja ekološki prihvatljivih resursa za ispunjenje energetskih potreba.

## Proizvodnja električne energije
Proizvodnja električne energije u Južnoj Europi predstavlja značajan segment energetskog sektora ovog područja. Južna Europa obuhvaća različite zemlje koje se razlikuju po resursima, politici, infrastrukturi i prioritetima u proizvodnji energije. Proizvodnja električne energije koristi električnu potencijalnu energiju koja nastaje odvajanjem elektrona iz elektronskih omotača atoma. Odvajanje možemo postići raznim metodama poput elektromehaničke energetske pretvorbe (elektromagnetska indukcija), termoelektrične pretvorbe (Seebeckov efekt), termionske, fotoelektrične pretvorbe (fotoelektrični učinak) ili izravnom pretvorbom kemijske u električnu energiju u gorivnom članku. Električna energija se ne može uskladištiti, nego se mora proizvoditi kad je potrebna. Skup ovih tehnologija omogućuje proizvodnju električne energije iz mnogih izvora. 
| Proizvodnja električne energije po izvoru prema podacima IEA-a za 2020. godinu [GWh] | Proizvodnja električne energije po izvoru prema podacima IEA-a za 2020. godinu [GWh] | Proizvodnja električne energije po izvoru prema podacima IEA-a za 2020. godinu [GWh] | Proizvodnja električne energije po izvoru prema podacima IEA-a za 2020. godinu [GWh] | Proizvodnja električne energije po izvoru prema podacima IEA-a za 2020. godinu [GWh] | Proizvodnja električne energije po izvoru prema podacima IEA-a za 2020. godinu [GWh] | Proizvodnja električne energije po izvoru prema podacima IEA-a za 2020. godinu [GWh] | Proizvodnja električne energije po izvoru prema podacima IEA-a za 2020. godinu [GWh] | Proizvodnja električne energije po izvoru prema podacima IEA-a za 2020. godinu [GWh] | Proizvodnja električne energije po izvoru prema podacima IEA-a za 2020. godinu [GWh] |
| ------------------------------------------------------------------------------------ | ------------------------------------------------------------------------------------ | ------------------------------------------------------------------------------------ | ------------------------------------------------------------------------------------ | ------------------------------------------------------------------------------------ | ------------------------------------------------------------------------------------ | ------------------------------------------------------------------------------------ | ------------------------------------------------------------------------------------ | ------------------------------------------------------------------------------------ | ------------------------------------------------------------------------------------ |
|                                                                                      | Ugljen                                                                               | Sirova nafta                                                                         | Prirodni plin                                                                        | Biogorivo                                                                            | Nuklearna                                                                            | Hidroelektrane                                                                       | Vjetroelektrane                                                                      | Geotermalna                                                                          | PV moduli                                                                            |
| Albanija                                                                             | -                                                                                    | -                                                                                    | -                                                                                    | -                                                                                    | -                                                                                    | 5 281                                                                                | -                                                                                    | -                                                                                    | -                                                                                    |
| Bosna i Hercegovina                                                                  | 11 847                                                                               | 43                                                                                   | 1                                                                                    | -                                                                                    | -                                                                                    | 4 663                                                                                | 262                                                                                  | -                                                                                    | 45                                                                                   |
| Crna Gora                                                                            | 1615                                                                                 | -                                                                                    | -                                                                                    | -                                                                                    | -                                                                                    | 1 448                                                                                | 315                                                                                  | -                                                                                    | -                                                                                    |
| Grčka                                                                                | 6 605                                                                                | 4 728                                                                                | 19 228                                                                               | 454                                                                                  | -                                                                                    | 3 440                                                                                | 9310                                                                                 | -                                                                                    | 4 447                                                                                |
| Hrvatska                                                                             | 1 215                                                                                | 34                                                                                   | 3 437                                                                                | 978                                                                                  | -                                                                                    | 5 810                                                                                | 1 721                                                                                | 94                                                                                   | 96                                                                                   |
| Italija                                                                              | 15 043                                                                               | 10 043                                                                               | 133 638                                                                              | 17 304                                                                               | -                                                                                    | 49 495                                                                               | 18 762                                                                               | 6 026                                                                                | 24 942                                                                               |
| Malta                                                                                | -                                                                                    | 60                                                                                   | 1 841                                                                                | 6                                                                                    | -                                                                                    | -                                                                                    | -                                                                                    | -                                                                                    | 237                                                                                  |
| Portugal                                                                             | 2 363                                                                                | 1 204                                                                                | 17 599                                                                               | 3 466                                                                                | -                                                                                    | 13 633                                                                               | 12 299                                                                               | 217                                                                                  | 1 716                                                                                |
| Sjeverna Makedonija                                                                  | 2 635                                                                                | 92                                                                                   | 1 145                                                                                | 57                                                                                   | -                                                                                    | 1 277                                                                                | 117                                                                                  | -                                                                                    | 24                                                                                   |
| Slovenija                                                                            | 4 363                                                                                | 11                                                                                   | 580                                                                                  | 274                                                                                  | 6 353                                                                                | 5 225                                                                                | 6                                                                                    | -                                                                                    | 368                                                                                  |
| Srbija                                                                               | 26 494                                                                               | 15                                                                                   | 512                                                                                  | 192                                                                                  | -                                                                                    | 9 749                                                                                | 976                                                                                  | -                                                                                    | -                                                                                    |
| Španjolska                                                                           | 6 149                                                                                | 10 704                                                                               | 69 739                                                                               | 5 435                                                                                | 58 299                                                                               | 33 998                                                                               | 56 444                                                                               | 4 992                                                                                | 15 675                                                                               |

Prirodni plin je glavni izvor električne energije u Grčkoj. Proizvodnja električne energije je pod dominacijom jedne trećine državne energetske korporacije (poznate većinom po akronimu ΔΕΗ ili na engleskom DEI). Već je godinu dana prošlo od svečanog otvorenja nove solarne elektrane u blizini sjevernog grčkog grada Kozani. Najveću solarnu elektranu u regiji jugoistočnog Mediterana, i jednu od najvećih u Europi, izgradila je grčka naftna kompanija Hellenic Petroleum (HELPE).
Glavni izvor proizvodnje električne energije u Italiji 2021. bio je prirodni plin, s približno 51% ukupne mješavine električne energije. Od 2015. dva glavna izvora električne energije su obnovljivi izvori energije i prirodni plin, a oba čine 40% do 45% ukupne proizvodnje električne energije. U 2022. godini Italija je imala jednu od najvećih potrošnja prirodnog plina u Europi, nakon Njemačke i Ujedinjenog Kraljevstva, te je stoga teško pogođena prekidom izvoza iz Rusije, koja je bila jedan od glavnih dobavljača prirodnog plina u Italiju.
U posljednjem desetljeću proizvodnja električne energije u Španjolskoj značajno se dekarbonizirala, jer se smanjio udio proizvodnje iz fosilnih goriva. Obnovljivi izvori energije vodeći su dobavljači električne energije, a slijede prirodni plin, nuklearna energija, ugljen i nafta. Španjolska je sada na pola puta do postizanja cilja Nacionalnog energetskog i klimatskog plana da 2030. ima 74% proizvodnje električne energije iz obnovljivih izvora, što će zahtijevati daljnje napore svih sudionika na tržištu.
Na razini EU-a obnovljivi izvori energije čine najveći udio u proizvodnji energije, nakon čega slijede fosilna goriva i nuklearna energija. Električna energija u EU-u svake godine postaje sve zelenija. Udio obnovljivih izvora energije u proizvodnji električne energije više se nego udvostručio od 2004. Nastavit će rasti u predstojećim godinama jer se EU obvezao da će do 2050. postati klimatski neutralan. 
Ukupno gledano, Južna Europa se suočava s izazovima i prilikama u proizvodnji električne energije. Tranzicija prema održivijem energetskom sustavu zahtijeva uravnotežen pristup različitim izvorima energije, ulaganje u infrastrukturu i tehnološki napredak kako bi se osigurala stabilna i čista opskrba energijom za budućnost.

## Finalna potrošnja
Finalna potrošnja energije je ukupna energija koju potroše krajnji korisnici, kao što su kućanstva, industrija i poljoprivreda. To je energija koja dolazi do vrata krajnjeg potrošača i isključuje onu koju koristi sam energetski sektor. Finalna potrošnja energije u "kućanstvima, uslugama i sl." obuhvaća količine koje troše privatna kućanstva, trgovina, javna uprava, usluge, poljoprivreda i ribarstvo.
| Finalna potrošnja po izvoru prema podacima IEA-a za 2020. godinu [TJ] | Finalna potrošnja po izvoru prema podacima IEA-a za 2020. godinu [TJ] | Finalna potrošnja po izvoru prema podacima IEA-a za 2020. godinu [TJ] | Finalna potrošnja po izvoru prema podacima IEA-a za 2020. godinu [TJ] | Finalna potrošnja po izvoru prema podacima IEA-a za 2020. godinu [TJ] | Finalna potrošnja po izvoru prema podacima IEA-a za 2020. godinu [TJ] | Finalna potrošnja po izvoru prema podacima IEA-a za 2020. godinu [TJ] | Finalna potrošnja po izvoru prema podacima IEA-a za 2020. godinu [TJ] | Finalna potrošnja po izvoru prema podacima IEA-a za 2020. godinu [TJ] |
| --------------------------------------------------------------------- | --------------------------------------------------------------------- | --------------------------------------------------------------------- | --------------------------------------------------------------------- | --------------------------------------------------------------------- | --------------------------------------------------------------------- | --------------------------------------------------------------------- | --------------------------------------------------------------------- | --------------------------------------------------------------------- |
|                                                                       | Ugljen                                                                | Prirodni plin                                                         | Biogoriva i otpad                                                     | Naftni proizvodi                                                      | Sirova nafta                                                          | Obnovljivi izvori (vjetar i solar)                                    | Struja                                                                | Toplina                                                               |
| Albanija                                                              | 6 308                                                                 | 271                                                                   | 11 089                                                                | 37 410                                                                | -                                                                     | 564                                                                   | 22 739                                                                | -                                                                     |
| Bosna i Hercegovina                                                   | 11 973                                                                | 5 242                                                                 | 51 936                                                                | 62 520                                                                | -                                                                     | -                                                                     | 35 770                                                                | 5 378                                                                 |
| Crna Gora                                                             | 268                                                                   | -                                                                     | 6 193                                                                 | 13 612                                                                | 179                                                                   | 8                                                                     | 10 181                                                                | -                                                                     |
| Grčka                                                                 | 7 010                                                                 | 61 667                                                                | 43 605                                                                | 326 448                                                               | -                                                                     | 12 507                                                                | 171 106                                                               | 2 199                                                                 |
| Hrvatska                                                              | 4 394                                                                 | 62 599                                                                | 49 196                                                                | 108 188                                                               | -                                                                     | 987                                                                   | 54 775                                                                | 10 597                                                                |
| Italija                                                               | 30 294                                                                | 1 359 058                                                             | 340 869                                                               | 1 599 863                                                             | -                                                                     | 14 901                                                                | 990 721                                                               | 162 404                                                               |
| Malta                                                                 | -                                                                     | -                                                                     | 697                                                                   | 11 251                                                                | -                                                                     | 215                                                                   | 8 476                                                                 | 1                                                                     |
| Portugal                                                              | 406                                                                   | 72 588                                                                | 91 337                                                                | 307 661                                                               | -                                                                     | 4 271                                                                 | 166 514                                                               | 9 436                                                                 |
| Sjeverna Makedonija                                                   | 2 932                                                                 | 1 811                                                                 | 9 102                                                                 | 40 233                                                                | -                                                                     | 181                                                                   | 22 408                                                                | 1 930                                                                 |
| Slovenija                                                             | 1 476                                                                 | 24 590                                                                | 25 367                                                                | 83 779                                                                | -                                                                     | 870                                                                   | 46 624                                                                | 7 136                                                                 |
| Srbija                                                                | 22 215                                                                | 41 690                                                                | 66 094                                                                | 130 866                                                               | -                                                                     | 212                                                                   | 100 370                                                               | 31 391                                                                |
| Španjolska                                                            | 26 672                                                                | 597 028                                                               | 225 316                                                               | 1 570 368                                                             | -                                                                     | 13 724                                                                | 790 758                                                               | -                                                                     |

U prikazu finalne potrošnje energije država Južne Europe po sektorima jasno je izražen udio transporta koji dominira u svakoj navedenoj državi, dok se kućanstvo i industrija izmjenjuju kao sekundarni potrošač ovisno o razvijenosti države. Korištenje goriva koje ubrajamo u neobnovljive izvore energije prevladava u transportu i tu je uočljiv značajan prostor za napredak u vidu smanjenja emisija stakleničkih plinova usmjeravanjem na implementaciju obnovljivih izvora energije.
Položaj država Južne Europe u energetskoj tranziciji iznimno je povoljan jer obiluju resursima koji se ubrajaju u obnovljive izvore energije, iako sadašnje stanje količine uvoza neobnovljivih energenata jasno ukazuje koliko su i dalje oslonjene na iste. Ostaje vidjeti kakav će napredak u smjeru smanjenja emisije stakleničkih plinova ostvariti kroz sljedeći period i na koji će način iskoristiti potencijale.
1. ↑  Regija Južna Europa. Položaj, klima, kulturne karakteristike. južna Europa. optolov.ru. Pristupljeno 29. prosinca 2023.
2. ↑  Regija Južna Europa. Položaj, klima, kulturne karakteristike. južna Europa. optolov.ru. Pristupljeno 29. prosinca 2023.
3. ↑  Stanovništvo Europe. 15. listopada 2023. Pristupljeno 17. studenoga 2023.
4. ↑  IEA – International Energy Agency. IEA (engleski). Pristupljeno 17. prosinca 2023.
5. ↑  Geotermalna energija. 12. listopada 2023. Pristupljeno 29. prosinca 2023.
6. ↑  IEA – International Energy Agency. IEA (engleski). Pristupljeno 17. prosinca 2023.
7. ↑  Energija iz obnovljivih izvora | Informativni članci o Europskoj uniji | Europski parlament. www.europarl.europa.eu. 31. ožujka 2023. Pristupljeno 29. prosinca 2023.
8. ↑  Geotermalna elektrana Larderello. 11. studenoga 2022. Pristupljeno 29. prosinca 2023.
9. ↑  Portillo, Germán. 29. rujna 2020. Nuklearne elektrane u Španjolskoj: značajke i prednosti. Renovables Verdes. Pristupljeno 29. prosinca 2023.
10. ↑  Nuklearna elektrana Krško. www.nek.si. 19. prosinca 2023. Pristupljeno 29. prosinca 2023.
11. ↑  IEA – International Energy Agency. IEA (engleski). Pristupljeno 17. prosinca 2023.
12. ↑  Hrčak portal hrvatskih znanstvenih i stručnih časopisa - Hrčak. hrcak.srce.hr. Pristupljeno 29. prosinca 2023.
13. ↑  Energy Dependency and Spanish Interests. Elcano Royal Institute (engleski). Pristupljeno 17. prosinca 2023.
14. ↑  IEA – International Energy Agency. IEA (engleski). Pristupljeno 17. prosinca 2023.
15. ↑  IEA – International Energy Agency. IEA (engleski). Pristupljeno 17. prosinca 2023.
16. ↑  IEA – International Energy Agency. IEA (engleski). Pristupljeno 17. prosinca 2023.
17. ↑  Dekanić, Igor. 19. lipnja 2015. Značajke energetske geopolitike južne i jugoistočne Europe. Političke analize : tromjesečnik za hrvatsku i međunarodnu politiku. 6 (22): 15–21. ISSN 1847-4977
18. ↑  Portal za e-učenje Fakulteta strojarstva i brodogradnje: Prijava u sustav. e-ucenje.fsb.hr. Pristupljeno 3. siječnja 2024.
19. ↑  Portal za e-učenje Fakulteta strojarstva i brodogradnje: Prijava u sustav. e-ucenje.fsb.hr. Pristupljeno 3. siječnja 2024.
20. ↑  IEA – International Energy Agency. IEA (engleski). Pristupljeno 17. prosinca 2023.
21. ↑  IEA – International Energy Agency. IEA (engleski). Pristupljeno 17. prosinca 2023.
22. ↑  IEA – International Energy Agency. IEA (engleski). Pristupljeno 17. prosinca 2023.
23. ↑  U Grčkoj otvorena jedna od najvećih europskih solarnih elektrana. Ekovjesnik (engleski). Pristupljeno 29. prosinca 2023.
24. ↑  Statista - The Statistics Portal. Statista (engleski). Pristupljeno 17. studenoga 2023.
25. ↑  Statista - The Statistics Portal. Statista (engleski). Pristupljeno 17. studenoga 2023.
26. ↑  IEA – International Energy Agency. IEA (engleski). Pristupljeno 17. prosinca 2023.
27. ↑  Brief Energetika 1 Final
28. ↑  IEA – International Energy Agency. IEA (engleski). Pristupljeno 17. prosinca 2023.
29. ↑  IEA – International Energy Agency. IEA (engleski). Pristupljeno 17. prosinca 2023.
30. ↑  IEA – International Energy Agency. IEA (engleski). Pristupljeno 17. prosinca 2023.